# Margherita de’ Medici

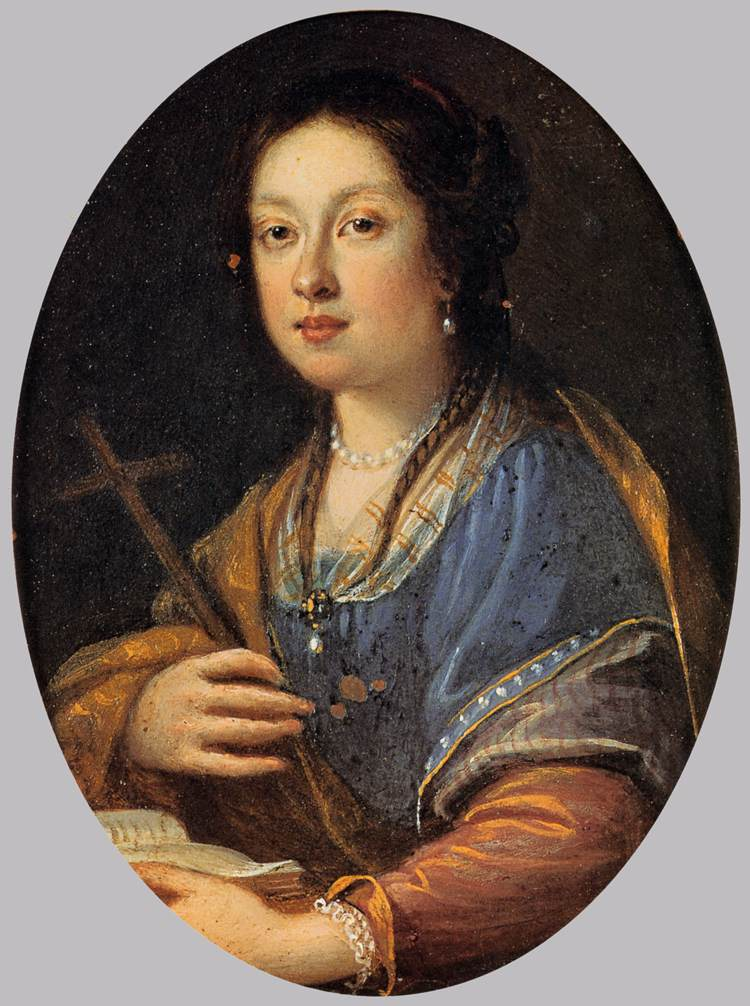
Margherita de’ Medici (1628)

Margherita de’ Medici (deutsch Margarete von Medici; * 31. Mai 1612 in Florenz; † 6. Februar 1679 in Parma) war durch ihre Heirat mit Odoardo I. Farnese eine Herzogin von Parma und Piacenza.

## Leben
Margherita de’ Medici war die zweitälteste Tochter des Großherzogs Cosimo II. von Toscana und der Maria Magdalena von Österreich. Sie wuchs in Florenz auf und erhielt eine sorgfältige Erziehung.
Die Heirat Margheritas mit dem gleichaltrigen Herzog von Parma und Piacenza, Odoardo I. Farnese, fand am 11. Oktober 1628 in Florenz statt. Bei den prunkvollen Hochzeitsfeierlichkeiten wurde u. a. am folgenden 14. Oktober die eigens für diese Gelegenheit komponierte Oper La Flora von Marco da Gagliano uraufgeführt. In Parma ging dann im Teatro Farnese am 21. Dezember 1628 die Aufführung des Opern-Turniers Mercurio e Marte mit Musik von Claudio Monteverdi und Text von Claudio Achillini über die Bühne.
Die Eheverbindung von Margherita und  Odoardo sollte die Beziehungen zwischen den italienischen Adelsfamilien der Medici und Farnese verbessern. Sie war aber gegen den Widerstand der französischen Königinwitwe Maria de’ Medici zustande gekommen, die stattdessen ihren Sohn Gaston d’Orléans mit Margherita hatte vermählen wollen.  Margherita zog sich daher die Ungunst des Kardinals Richelieu zu.
Odoardo Farnese und seine Gemahlin hatten acht Kinder:
- Caterina, (* 2. Oktober 1629; † 11. Oktober 1629)
- Ranuccio (* 17. September 1630; † 11. Dezember 1694), Herzog von Parma und Piacenza ab 1646
- Alessandro (* 10. Januar 1635; † 18. Februar 1689), Statthalter der habsburgischen Niederlande von 1678 bis 1682
- Orazio  (* 24. Januar 1636; † 2. November 1656), General der Venezianischen Ritter
- Maria Caterina (* 3. September 1637; † 27. April 1684), Nonne
- Maria Maddalena (* 15. Juli 1638; † 11. März 1693)
- Pietro (* 20. April 1639; † 4. März 1677)
- Ottavio Francesco, (* 5. Januar 1641; † vor 4. August 1641), begraben in San Sisto in Piacenza

Als erster Farnese-Herzog suchte sich Odoardo von der spanischen Oberherrschaft in Norditalien zu lösen, legte eine profranzösische Haltung an den Tag und führte gegen Papst Urban VIII. einen Krieg um das Herzogtum Castro. Er verschied am 11. September 1646, woraufhin Margherita (gemeinsam mit dem Kardinal Francesco Maria Farnese) die Regentschaft für ihren minderjährigen ältesten Sohn Ranuccio führte, bis dieser 1648 das achtzehnte Lebensjahr erreichte und selbst regieren konnte. Margherita starb 1679 in Parma im Alter von 66 Jahren.